# Си Ен Би Си
Си Ен Би Си (на английски: CNBC) е американски кабелен и спътников телевизионен канал за бизнес новини. До 1991 г. официално се нарича „Consumer News and Business Channel“. Собственост е на Ен Би Си Юнивърсъл. Седалището на компанията е в Енгелвууд Клифс, Ню Джърси. Мрежата осигурява основно покритие за работни дни на американските и международните финансови пазари. След края на работния ден и в нетърговски дни Си Ен Би Си излъчва предимно документални филми и риалити предавания с финансова и бизнес тематика.
Каналът е основан през 1989 г. и до момента е прераснал в глобална телевизионна мрежа, включваща много версии за различни страни и части на света, чието с общо разпространение е 380 милиона домакинства по света. Към 2007 г. мрежата се оценява на 4 милиарда долара и се нарежда на 19-то място в списъка на най-ценните кабелни канали в Съединените щати.
Към август 2013 г. американският телевизионен канал е свързан с 96 милиона 242 хиляди домакинства в САЩ, което възлиза на 84,27% от общия брой домакинства с телевизори в САЩ.
В допълнение към местната емисия в САЩ, работят и различни локализирани версии на Си Ен Би Си, обслужващи различни региони и държави. NBCUniversal е собственик или миноритарен акционер в много от тези версии.